# Al-Ubur
Al-Ubur (arab. العبور) – miasto w Egipcie, w muhafazie Al-Kaljubijja. W 2006 roku liczyło 43 600 mieszkańców.